# Колер, Тим
Тимоти «Тим» Колер (Timothy (Tim) Alan Kohler) — американский археолог и эволюционный антрополог, преисторик.
Доктор философии (1978), эмерит-профессор Университета штата Вашингтон (регент-профессор с 2006 года), где трудится с 1978 года, заведовал там кафедрой антропологии.
Член НАН США (2022). Исследовательский ассоциат Crow Canyon Archaeological Center и внештатный профессор Института Санта-Фе в Нью-Мексико. Наиболее известен своими археологическими исследованиями на Юго-Западе США, получил признание за новаторское компьютерное моделирование в археологии.
Окончил New College of Florida (бакалавр, 1972).
Степени магистра и доктора философии по антропологии получил во Флоридском университете. С 1978 года, когда получил докторскую степень, числится в Университете штата Вашингтон; его регент-профессор археологии и эволюционной антропологии с 2006 года, ныне эмерит; заведовал кафедрой антропологии.
Сотрудничал с William D. Lipe, его ученик, сотрудничает с Amy Bogaard. Фелло AAAS, член Академии наук штата Вашингтон (2018). Отмечен Alfred Vincent Kidder Award for Eminence in American Archaeology от American Anthropological Association. С 2019 года также член совета попечителей Crow Canyon Archaeological Center. Публиковался в Current Anthropology, American Antiquity, Proceedings of the National Academy of Sciences, Nature Communications, Scientific American. Среди его учеников — Steve Hackenberger. Стал первым археологом, внесшим свой вклад в отчет МГЭИК в качестве ведущего автора.
На протяжении четырех лет, до 2004 года, являлся редактором American Antiquity.
Соавтор/соредактор семи книг.
Соредактор книг Ten Thousand Years of Inequality: The Archaeology of Wealth Differences и Emergence and Collapse of Early Villages: Models of Central Mesa Verde Archaeology (University of California Press, Berkeley, 2012) {Рецензия}.